# Amalia Granata
Amalia Iris Sabina Granata (ur. 26 lutego 1981 w Rosario) – argentyńska modelka, członkini Izby Deputowanych Santa Fe.

## Życiorys
W 2019 roku zaangażowała się w działalność polityczną, z powodzeniem ubiegała się o mandat do Izby Deputowanych Santa Fe w ramach wyborów generalnych. Startowała z list partii Unite por la Libertad y la Dignidad, zdobywając 287 705 głosów; niedługo potem wystąpiła z ugrupowania, a w Izbie Deputowanych powołała frakcję Somos Vida. Bezskutecznie ubiegała się o mandat do Senatu w wyborach parlamentarnych z 2021 roku, odnowiła jednak mandat do Izby Deputowanych w tym samym roku.
Powróciła w 2023 roku do Unite por la Libertad y la Dignidad, z ramienia której ponownie odnowiła mandat.

## Poglądy
Jest wyznawczynią katolicyzmu. Wyraziła sprzeciw wobec aborcji, w grudniu 2019 roku skrytykowała ministra zdrowia Ginésa Gonzáleza Garcíę za wydanie protokołu dopuszczającego możliwość przerwania ciąży.
W wyborach prezydenckich z 2019 roku poparła Alberto Fernándeza.

## Życie prywatne
Związała się z Leo Squarzonem. Ma syna i córkę.
Jej przodkowie byli Arboreszami.